# Riddarnas dans
"Riddarnas dans" eller "Montague och Capulet" (ryska: Монтекки и Капулетти Montekki i Kapuljetti) är ett musikstycke ur Sergej Prokofjevs balett Romeo och Julia, från första akten, andra scenen. Namnet "Montague och Capulet" kommer från berättelsens två släkters namn: Romeo Montague och Julia Capulet.
Stycket, som är mörkt och pampigt, har till stor del fått symbolisera Sovjetunionen och är en av baletthistoriens mest kända satser. Det används också flitigt inom populärkultur, och var bland annat ledmotiv för filmen Caligula och är signaturmelodi till SVT:s kulturfrågesport Kulturfrågan Kontrapunkt.